# An Xuân (xã)
An Xuân là một xã thuộc huyện Tuy An, tỉnh Phú Yên, Việt Nam.
Xã An Xuân có diện tích 34,25 km², dân số năm 1999 là 2228 người, mật độ dân số đạt 65 người/km².